# Zion Lodge
Zion Lodge es un albergue ubicado en el Parque Nacional Zion, Utah, Estados Unidos. Fue diseñado en 1924 como una solución de intermedia entre los planes de desarrollo turístico impulsados por la Utah Parks Company y la visión más conservacionista del entonces director del Servicio de Parques Nacionales, Stephen Mather, que deseaba un desarrollo a menor escala. 

## Historia
La Utah Parks Company, subsidiaria de  Union Pacific Railroad, fue establecida en 1923 con el objetivo de promover el turismo en los parques nacionales del suroeste de Utah y aumentar el tráfico ferroviario hacia la región.

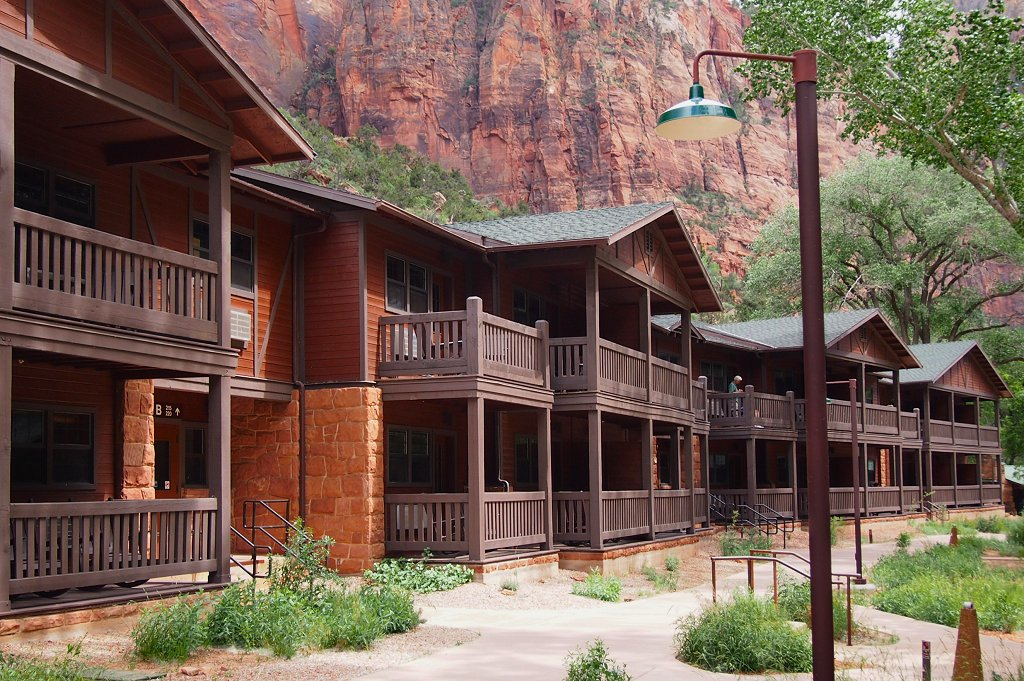
Edificio de hotel más nuevo en Zion Lodge

Gilbert Stanley Underwood diseñó el Zion Lodge como parte de una serie de estructuras similares para Utah Parks Company en el borde norte del Gran Cañón y en el Parque Nacional Bryce Canyon. El diseño de Underwood era más modesto en escala y detalles que los del Gran Cañón y Bryce, sustituyendo troncos enteros por madera aserrada en un estilo de "tachuelas". Underwood usó menos cantería, en piezas más pequeñas. Las estructuras fueron diseñadas para estar más en consonancia con el carácter del fondo del valle, que en el momento de la construcción todavía estaba habitado por colonos. Underwood continuaría diseñando todos los edificios de Utah Parks Company en el valle, muchos de los cuales están incluidos en el distrito histórico de Zion Lodge, que rodea el albergue.

## Incendio y reconstrucción
En 1966, un incendio destruyó el edificio principal del albergue. Fue reconstruido rápidamente en solo 100 días, pero se perdió el estilo rústico original en favor de una reapertura rápida. En 1990, el albergue fue remodelado para recuperar su apariencia histórica original.

### Estructuras adicionales
Además del edificio principal, el complejo del Zion Lodge incluye varias construcciones originales que aún se conservan:
- Cabañas para huéspedes (construidas en 1927 y 1929)
- Dormitorios para empleados (de 1927 y 1937)
- Edificios de apoyo menores

Todas estas estructuras también fueron diseñadas por Underwood y forman parte del patrimonio histórico del lugar. 

### Deslizamiento de tierra de 1995
El 12 de abril de 1995, un deslizamiento de tierra bloqueó el río Virgin aguas abajo del albergue. Durante un período de dos horas, el río había tallado 590 pies (180 m) de la única vía de salida del cañón, atrapando a 450 huéspedes y empleados en el albergue. Se construyó una carretera temporal de un solo carril en 24 horas para permitir la evacuación. El acceso al albergue se restableció el 25 de mayo de 1995.
Es miembro de Historic Hotels of America, el programa oficial del National Trust for Historic Preservation.